# (27480) Heablonsky
(27480) Heablonsky est un astéroïde de la ceinture principale.

## Description
(27480) Heablonsky est un astéroïde de la ceinture principale. Il fut découvert le 4 avril 2000 à Socorro (Nouveau-Mexique) par le projet LINEAR. Il présente une orbite caractérisée par un demi-grand axe de 2,34 UA, une excentricité de 0,19 et une inclinaison de 9,0° par rapport à l'écliptique.

## Compléments